# Trichonotus arabicus
Trichonotus arabicus är en fiskart som beskrevs av Randall och Tarr, 1994. Trichonotus arabicus ingår i släktet Trichonotus och familjen Trichonotidae. Inga underarter finns listade i Catalogue of Life.